# Parlamento de Canarias
El Parlamento de Canarias es el órgano electivo que ejerce el poder legislativo, aprueba los presupuestos de Canarias e impulsa y controla la acción del Gobierno canario. Representa, asimismo, a los ciudadanos de Canarias. Su sede se encuentra en Santa Cruz de Tenerife.

## Historia
Como en el caso de otras regiones de España, a partir de la Constitución de 1931 durante la Segunda República se intenta constituir una comunidad autónoma en Canarias con la presentación de un Estatuto. Los dos proyectos realizados por la Mancomunidad Provincial Interinsular de Santa Cruz de Tenerife, y el Colegio de Agentes Comerciales de Las Palmas, y el proyecto unificado posterior de las dos mancomunidades provinciales, preveían la creación de un Parlamento Canario. El estallido de la guerra civil y su posterior desarrollo imposibilitaron, no obstante, su puesta en práctica.
El Parlamento de Canarias nació tras la aprobación del Estatuto de Autonomía de Canarias en 1982, si bien anteriormente existía una institución preautonómica que cumplía su función. El 30 de mayo de 1983 realizó su primera sesión en su actual sede bajo la presidencia de Pedro Guerra Cabrera; en conmemoración, el 30 de mayo de cada año se celebra el Día de Canarias.

### Composiciones históricas

2019-2023
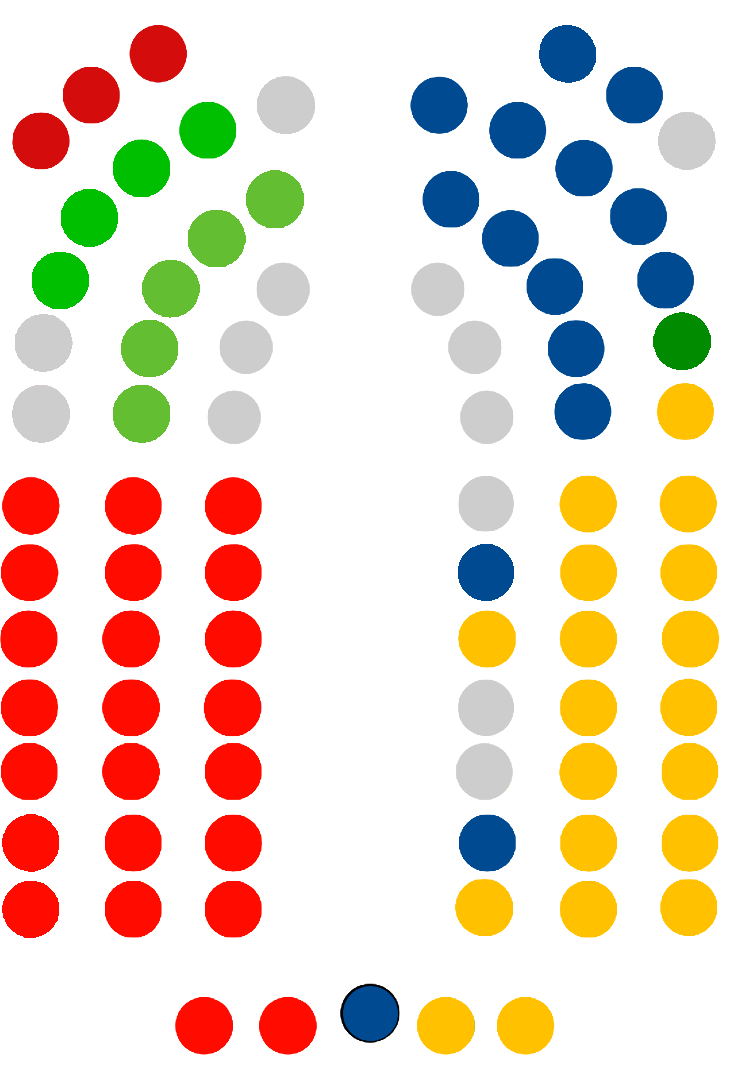
2023-act.

## Posición estatutaria

### Asignación de escaños
De acuerdo con la Norma Primera de la Primera Disposición Transitoria de la Ley Orgánica 10/1982, de 10 de agosto, de Estatuto de Autonomía de Canarias, el Parlamento de Canarias estaría compuesto por 60 diputados. La Reforma del Estatuto de Autonomía de Canarias en 2018, Ley Orgánica 1/2018, de 5 de noviembre, de reforma del Estatuto de Autonomía de Canarias, y la Ley de Elecciones al Parlamento de Canarias, aumenta hasta 70 los diputados del mismo. Estos son elegidos por las ocho circunscripciones electorales canarias que, a su vez, corresponde con las siete islas de la comunidad autónoma y una circunscripción autonómica. Cada una de ellas elige a un número diferente de diputados:
- Isla de Fuerteventura: 8 diputados
- Isla de La Gomera: 4 diputados
- Isla de Gran Canaria: 15 diputados
- Isla de El Hierro: 3 diputados
- Isla de Lanzarote: 8 diputados
- Isla de La Palma: 8 diputados
- Isla de Tenerife: 15 diputados

Hasta 2015, la distribución de los diputados por islas no se correspondía estrictamente a un criterio poblacional, sino que se basa en lo que se ha llamado la triple paridad. Esta consistía en que ambas provincias eligieran igual número de diputados, que también ambas islas capitalinas tengan el mismo número de diputados y que la suma de los diputados de las islas no capitalinas fuera el mismo que el de la suma de los de las islas capitalinas. Esta distribución provoca la paradoja de que dentro de la misma comunidad autónoma se encuentren varias de las circunscripciones electorales autonómicas con mayor índice de representatividad de España y también algunas de las que ostentan uno de los menores índices.
En las elecciones de 2019 se aplicó por primera vez la reforma del Estatuto de 2018, que añadió una circunscripción autonómica común de 9 diputados para mitigar la divergencia de "peso del voto" entre islas centrales y periféricas. También se agregó un diputado a Fuerteventura porque el sistema anterior le asignaba menos escaños que la menos poblada isla de La Palma. Se rebajaron las barreras electorales ya que antes, para obtener representación parlamentaria, había que obtener el 30 % de los votos válidos / ser la candidatura más votada en cada circunscripción o el 6 % en toda la comunidad autónoma. Ahora, cada partido debe obtener el 15 % en cada isla o el 4 % a nivel autonómico. Si una formación obtiene un 4 % del voto conseguido en la circunscripción autonómica, también podrá optar a conseguir un escaño.

### Funciones de la Cámara
Según los artículos 12 y 13 del Estatuto de Autonomía de Canarias, las funciones del Parlamento de Canarias son las siguientes:
1. Elegir una Mesa formada por un Presidente, dos Vicepresidentes y dos Secretarios. El Presidente será elegido por mayoría absoluta de los miembros de la Cámara.
2. Fijar su propio presupuesto.
3. Dictar su Reglamento, que deberá ser aprobado por mayoría absoluta de sus miembros.
4. Ejercer la potestad legislativa de la comunidad autónoma.
5. Aprobar los presupuestos de la misma.
6. Controlar políticamente la acción del Gobierno Canario.
7. Designar, de entre sus miembros y para cada legislatura del Parlamento de Canarias, a los Senadores representantes de la comunidad autónoma, asegurando, en todo caso, la adecuada representación proporcional.
8. Solicitar del Gobierno del Estado la adopción y presentación de proyectos de ley, y presentar directamente proposiciones de ley ante las Cortes Generales, de acuerdo con el artículo 87.2 de la Constitución.
9. Interponer recursos de inconstitucionalidad y personarse ante el Tribunal Constitucional en los supuestos y en los términos previstos en la Constitución.
10. Cualesquiera otras que le asigne la Constitución, el propio Estatuto o las leyes.

## Organización
Durante la primera sesión plenaria de la legislatura, tras la celebración de las elecciones se elige, por mayoría absoluta de sus miembros, un presidente, dos vicepresidentes y dos secretarios, que van a constituir la Mesa. El Parlamento se reunirá anualmente en dos períodos ordinarios de sesiones, de septiembre a diciembre y de febrero a julio, ambos inclusive.
El Parlamento puede trabajar en Pleno o en Comisiones y cuenta con un Reglamento específico en el que se dilucidan las características más concretas de las sesiones, como son la formación de Grupos Parlamentarios y el funcionamiento de la Diputación Permanente. También responde a otros asuntos que afecten a los procedimientos legislativos o de control político. 
En principio, los acuerdos se toman por mayoría simple, siempre y cuando el Estatuto de Autonomía no establezca unas condiciones especiales que requieran de otros sistemas de mayorías.

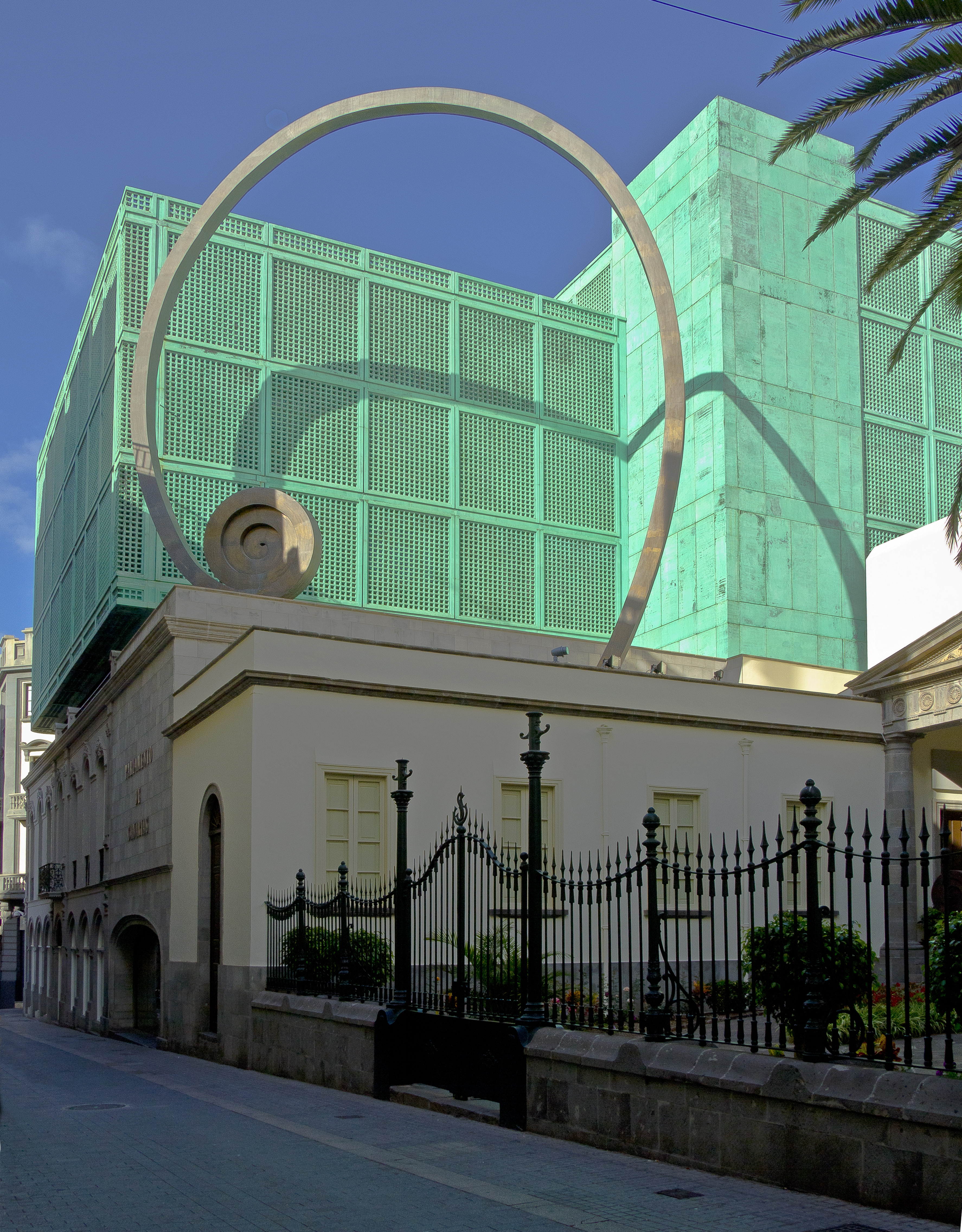
Parlamento de Canarias con escultura de Martín Chirino

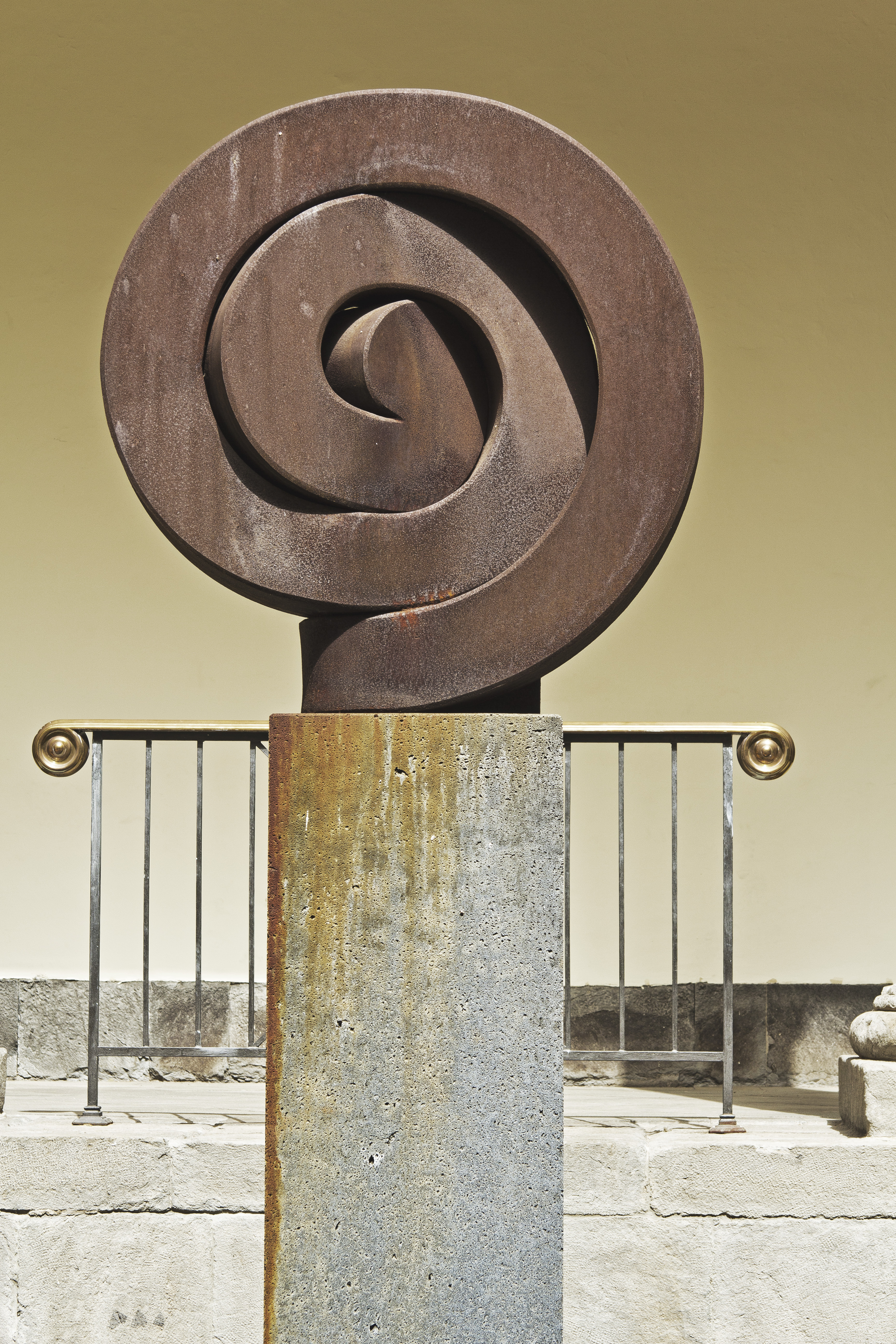
Escultura de Martín Chirino en el patio

## La Sede
El edificio del Parlamento de Canarias, ubicado en la céntrica calle Teobaldo Power de la ciudad de Santa Cruz de Tenerife, fue proyectado por el arquitecto Manuel de Oraá en 1883. Desde que se construyera para albergar la sede de la Sociedad Musical Santa Cecilia hasta su presente uso como Parlamento de Canarias, ha servido de lugar de reunión de los representantes de la Diputación Provincial, los miembros de la Mancomunidad de Cabildos del Archipiélago y los magistrados de la Audiencia.
Fue en diciembre de 1982 cuando el Parlamento Provisional de Canarias se instaló en este edificio, compartiendo durante los dos años siguientes sus instalaciones con el Conservatorio de Música que tenía allí su sede. Tras este período, el Conservatorio se traslada y el edificio se convierte en sede definitiva y exclusiva del Parlamento de Canarias. Con el fin de adaptarse a sus nuevos cometidos, ha ido sufriendo numerosas remodelaciones y ampliaciones a través de diversos edificios históricos que rodean al principal.
El Parlamento contiene una colección de obras de artistas como César Manrique, Pedro González, Félix Bordes, Pepe Dámaso o José Abad. La espiral que se aprecia en las esculturas de Martín Chirino del patio y del tejado (esta creando un gran arco) constituye el símbolo del Parlamento.

## Presidencia del Parlamento de Canarias
La Presidencia del Parlamento de Canarias es el máximo órgano de relación institucional con el resto de los órganos políticos autonómicos y estatales, ocupando el segundo lugar en el protocolo autonómico, después del presidente de la comunidad autónoma de Canarias. A la Presidencia le corresponde también la presidencia de la Mesa, de la Junta de Portavoces, y de la Diputación Permanente.
Sus funciones están reguladas en el Estatuto de Autonomía; el Reglamento del Parlamento y en las normas de gobierno interior de la institución:
- Ostenta la representación de la Cámara y es quien comunica al Rey y al Gobierno de la nación la elección por el Pleno de la Cámara del presidente de la comunidad autónoma de Canarias.
- Dirige y coordina la acción de la Mesa en materia de gobierno y régimen interior.
- Asegura la buena marcha de los trabajos, dirige los debates y vela por que se cumpla el Reglamento. También le corresponde la tarea de sus interpretación en caso de duda.

| Legislatura      | Presidente/a                  | Presidente/a                         | Partido        | Inicio de mandato       | Fin de mandato      | Circunscripción |
| ---------------- | ----------------------------- | ------------------------------------ | -------------- | ----------------------- | ------------------- | --------------- |
| Preautonómica    |                               | Antonio González González            | Independiente  | 1977                    | 1978                | -               |
| Preautonómica    |                               | José Luis Tomás Mederos Aparicio     | UCD            | junio de 1980           | junio de 1981       | -               |
| Preautonómica    |                               | Pedro Guerra Cabrera                 | PSOE Canarias  | 21 de diciembre de 1982 | 30 de mayo de 1983  | -               |
| I legislatura    | 30 de mayo de 1983            | Pedro Guerra Cabrera                 | PSOE Canarias  | 14 de julio de 1987     | Tenerife            |                 |
| II legislatura   |                               | Victoriano Ríos Pérez                | AIC            | 14 de julio de 1987     | 25 de junio de 1991 | Tenerife        |
| III legislatura  | 25 de junio de 1991           | Victoriano Ríos Pérez                | AIC            | 27 de junio de 1995     |                     | Tenerife        |
| IV legislatura   |                               | José Miguel Bravo de Laguna Bermúdez | PP de Canarias | 27 de junio de 1995     | 14 de julio de 1999 | Gran Canaria    |
| V legislatura    | 14 de julio de 1999           | José Miguel Bravo de Laguna Bermúdez | PP de Canarias | 18 de junio de 2003     |                     | Gran Canaria    |
| VI legislatura   | Gabriel Mato Adrover          | 18 de junio de 2003                  | PP de Canarias | 25 de junio de 2007     | La Palma            |                 |
| VII legislatura  |                               | Antonio Ángel Castro Cordobez        | CC-PNC         | 25 de junio de 2007     | 22 de junio de 2011 | La Palma        |
| VIII legislatura | 22 de junio de 2011           | Antonio Ángel Castro Cordobez        | CC-PNC         | 23 de junio de 2015     |                     | La Palma        |
| IX legislatura   |                               | Carolina Darias San Sebastián        | PSOE Canarias  | 23 de junio de 2015     | 25 de junio de 2019 | Gran Canaria    |
| X legislatura    | Gustavo Adolfo Matos Expósito | 25 de junio de 2019                  | PSOE Canarias  | 27 de junio de 2023     | Tenerife            |                 |
| XI legislatura   |                               | Astrid María Pérez Batista           | PP Canarias    | 27 de junio de 2023     | En el cargo         | Lanzarote       |

## Composición del Parlamento en la XI legislatura
El Parlamento está compuesto por 70 parlamentarios. 
La X Legislatura del Parlamento de Canarias comenzó el 25 de junio de 2019 con la celebración de la sesión constitutiva de la cámara donde tomaron posesión los 70 parlamentarios electos en las elecciones del 28 de mayo del mismo año.
A efectos de su regulación reglamentaria, pueden admitir tanto la consideración de órganos de gobierno de la Cámara –pues son los que determinan la composición de los órganos directivos de esta y participan directamente en su funcionamiento a través de la Junta de Portavoces-, como la de órganos de trabajo de la misma, ya que son los que canalizan los trabajos tanto en las comisiones como en el Pleno, de ahí que su importancia política sea enorme. No necesariamente tienen que coincidir los grupos parlamentarios y los grupos políticos presentes en la Cámara.

### Resultados
En las elecciones al Parlamento de Canarias de 2023, celebradas el domingo 28 de mayo, el Partido Socialista de Canarias ganó las elecciones, quedando Coalición Canaria en segundo lugar, el Partido Popular de Canarias en tercer lugar, Nueva Canarias en cuarto lugar, Vox en quinto lugar, la Agrupación Socialista Gomera en sexto lugar y la Agrupación Herreña Independiente en séptimo lugar. El dato más destacable de la jornada electoral fue la irrupción de Vox con 4 diputados (que, tras la marcha de la diputada Marta Gómez al grupo mixto por diferencias con la dirección nacional de Vox, se quedan en 3). De este modo, los resultados en las elecciones fueron los siguientes:
| Elecciones al Parlamento de Canarias de 2023 |                                  |                     |                    |                    |                     |                     |           |             |
| Partido político                             | Partido político                 | Candidato           | Votos c. insulares | Votos c. insulares | Votos c. autonómica | Votos c. autonómica | Diputados | Diputados   |
|                                              | Partido Socialista de Canarias   | Ángel Víctor Torres | 247 811            | 27,17 %            | 295 969             | 32,43 %             | 23        | 2           |
|                                              | Coalición Canaria                | Fernando Clavijo    | 201 401            | 22,08 %            | 201 401             | 19,20 %             | 19        | 2           |
|                                              | Partido Popular de Canarias      | Manuel Domínguez    | 176 308            | 19,33 %            | 183 761             | 20,13 %             | 15        | 4           |
|                                              | Nueva Canarias-Bloque Canarista  | Román Rodríguez     | 72 372             | 7,93 %             | 65 028              | 7,13 %              | 5         | Sin cambios |
|                                              | Vox                              | Nicasio Galván      | 71 740             | 7,86 %             | 71.887              | 7,88 %              | 4         | 4           |
|                                              | Agrupación Socialista Gomera     | Casimiro Curbelo    | 6765               | 0,74 %             | -                   | -                   | 3         | Sin cambios |
|                                              | Agrupación Herreña Independiente | Raúl Acosta         | 1660               | 0,18 %             | -                   | -                   | 1         | Sin cambios |
| Fuente: Junta Electoral de Canarias          |                                  |                     |                    |                    |                     |                     |           |             |

### Órganos del Parlamento

#### La Mesa
| Cargo                  | Titular                        | Partido       |
| ---------------------- | ------------------------------ | ------------- |
| Presidenta             | Astrid María Pérez Batista     | PP Canarias   |
| Vicepresidenta primera | Ana María Oramas González-Moro | CCa           |
| Vicepresidente segundo | Gustavo Adolfo Matos Expósito  | PSOE Canarias |
| Secretario primero     | Mario Cabrera González         | CCa           |
| Secretaria segunda     | Patricia Hernández Gutiérrez   | PSOE Canarias |

#### Grupos parlamentarios
| Grupo parlamentario            | Grupo parlamentario                     | Integrantes                                  | Portavoz            | Líder               | Escaños |
| ------------------------------ | --------------------------------------- | -------------------------------------------- | ------------------- | ------------------- | ------- |
|                                | Socialista Canario                      | Partido Socialista de Canarias               | Sebastián Franquis  | Ángel Víctor Torres | 23      |
|                                | Nacionalista Canario (CCa)              | Coalición Canaria                            | Miguel Barragán     | Fernando Clavijo    | 19      |
|                                | Popular                                 | Partido Popular de Canarias                  | Luz Reverón         | Manuel Domínguez    | 15      |
|                                | Nueva Canarias-Bloque Canarista (NC-bc) | Nueva Canarias                               | Luis Alberto Campos | Román Rodríguez     | 5       |
|                                | VOX                                     | Vox                                          | Nicasio Galván      | Nicasio Galván      | 3       |
|                                | Agrupación Socialista Gomera (ASG)      | Agrupación Socialista Gomera                 | Casimiro Curbelo    | Casimiro Curbelo    | 3       |
|                                | Mixto                                   | Agrupación Herreña Independiente No adscrito | Raúl Acosta         | Raúl Acosta         | 2       |
| Fuente: Parlamento de Canarias |                                         |                                              |                     |                     |         |

#### La Junta de Portavoces
| Cargo                          | Cargo                                                   | Titular                        | Lista          |
| ------------------------------ | ------------------------------------------------------- | ------------------------------ | -------------- |
| Presidenta                     | Presidenta                                              | Astrid María Pérez Batista     | PP de Canarias |
| Vicepresidenta primera         | Vicepresidenta primera                                  | Ana María Oramas González-Moro | CCa            |
| Vicepresidente segundo         | Vicepresidente segundo                                  | Gustavo Adolfo Matos Expósito  | PSOE Canarias  |
| Secretario primero             | Secretario primero                                      | Mario Cabrera González         | CCa            |
| Secretaria segunda             | Secretaria segunda                                      | Patricia Hernández Gutiérrez   | PSOE Canarias  |
| Portavoces titulares           |                                                         |                                |                |
|                                | Portavoz del GP Socialistas Canario                     | Sebastián Franquis Vera        | PSOE Canarias  |
|                                | Portavoz del GP Nacionalista Canario (CCa)              | José Miguel Barragán Cabrera   | CCa            |
|                                | Portavoz del GP Popular                                 | Luz Reverón González           | PP de Canarias |
|                                | Portavoz del GP Nueva Canarias-Bloque Canarista (NC-bc) | Luis Alberto Campos Jiménez    | Nueva Canarias |
|                                | Portavoz del GP VOX                                     | Nicasio Jesús Galván Sasia     | Vox            |
|                                | Portavoz del GP Agrupación Socialista Gomera (ASG)      | Casimiro Curbelo Curbelo       | ASG            |
|                                | Portavoz del GP Mixto                                   | Raúl Acosta Armas              | AHI            |
| Fuente: Parlamento de Canarias |                                                         |                                |                |

#### Las Comisiones
| Comisiones del Parlamento de Canarias (XI legislatura) |                                    |       |               |
| Comisión                                               | Presidencia                        | Grupo | Grupo         |
| Gobernación, Desarrollo Autonómico y Justicia          | Socorro Beato Castellano           |       | CCa           |
| Educación, Formación Profesional y Deportes            |                                    |       | PP Canarias   |
| Presupuestos y Hacienda                                | Nira Fierro Díaz                   |       | PSOE Canarias |
| Turismo y Empleo                                       | Jennifer María Curbelo Trujillo    |       | PP Canarias   |
| Agricultura, Ganadería y Pesca                         | Rosa Bella Cabrera Noda            |       | PSOE Canarias |
| Obras Públicas, Transportes y Vivienda                 | Jana María González Alonso         |       | CCa           |
| Transición Ecológica                                   | Jesús Ramón Ramos Chinea           |       | ASG           |
| Política Territorial                                   | Diana Lorenzo Brito                |       | CCa           |
| Derechos Sociales, Igualdad, Diversidad y Juventud     | Miguel Yonathan Martín Fumero      |       | CCa           |
| Sanidad                                                | David Jesús Toledo Niz             |       | CCa           |
| Economía, Industria y Comercio                         | Luz Reverón González               |       | PP Canarias   |
| Discapacidad                                           | Ana María Oramas González-Moro     |       | CCa           |
| Universidades, Ciencia e Innovación y Cultura          | Elena Máñez Rodríguez              |       | PSOE Canarias |
| Reglamento                                             | Astrid María Pérez Batista         |       | PP Canarias   |
| Estatuto de los Miembros de la Cámara y de Peticiones  | Marcos Francisco Hernández Guillén |       | PSOE Canarias |
| Comisión General de Cabildos Insulares                 | Astrid María Pérez Batista         |       | PP Canarias   |
| Asuntos Europeos y Acción Exterior                     | Alicia Vanoostende Simili          |       | PSOE Canarias |
| Control de Radiotelevisión Canaria                     | Jonathan de Felipe Lorenzo         |       | CCa           |
| Relaciones con la Audiencia de Cuentas de Canarias     | Carlos Antonio Ester Sánchez       |       | PP Canarias   |

## Senadores designados por el Parlamento de Canarias
Una de las funciones que desempeña el Parlamento de Canarias es la designación de los senadores y senadoras que deben representar a Canarias, conforme a lo previsto en la Constitución y en la forma que determine la Ley de Designación de Senadores en representación de Canarias.
La designación de los senadores canarios se produjo el día 25 de julio de 2023 en el Parlamento de Canarias. Así, se eligieron a un representante del PSOE Canarias, uno de CCa y otro del PP de Canarias. Por lo tanto, la lista de senadores designados por el Parlamento de Canarias quedó de la siguiente forma:
| Partido político | Partido político | Senadores                       | Fecha inicio        |
| ---------------- | ---------------- | ------------------------------- | ------------------- |
|                  | PSOE Canarias    | Jose Antonio Valbuena Alonso    | 26 de julio de 2023 |
|                  | CCa              | Pedro Manuel Sanginés Gutiérrez | 26 de julio de 2023 |
|                  | PP de Canarias   | Rosa Faustina Viera Fernández   | 13 de junio de 2024 |